# Joel Dennerley
Joel Dennerley (Auburn, 25 giugno 1987) è un pallanuotista australiano portiere del Wests Magpies e della Nazionale australiana.

## Carriera

### Club
Nel 2008 con il Wests Magpies in Australia vince il campionato nazionale australiano, mentre negli Stati Uniti con gli USC Trojans riesce a vincere per quattro anni consecutivi il campionato NCAA maschile di pallanuoto.

### Nazionale
Debutta in Nazionale nel 2008, sotto la guida dell'allenatore John Fox. Nel 2012, dopo essersi qualificato con la propria Nazionale nel girone asiatico, prende parte per la prima volta ai Giochi Olimpici.